# Canal+ Décalé
Canal+ Décalé è un canale televisivo a pagamento francese appartenente al Groupe Canal+.

## Storia
Canal+ Décalé è nato il 27 aprile 1996 come Canal+ Bleu (Canal+ Blu). Dal 12 ottobre 2010 trasmette in HD.

## Programmazione
La programmazione è composta dai programmi di Canal+, trasmessi in orari diversi.

## Denominazioni del canale
Canal+ Décalé ebbe le seguenti denominazioni:
- Canal+ Bleu (Canal+ Blu) (dal 1996 al 2003)
- Canal+ Confort (dal 2003 al 2005)
- Canal+ Décalé (dal 2005 al 2022)